# Homero Calderón
Homero Ernesto Calderón Gazui (Valencia, Estado Carabobo, Venezuela, 20 de octubre de 1993) es un futbolista venezolano que juega de centrocampista

## Trayectoria

### Profesional[1]
| Club               | País      | Año         | Partidos | Goles | Asistencia |
| ------------------ | --------- | ----------- | -------- | ----- | ---------- |
| Atlético Venezuela | Venezuela | 2012-2014   | 26       | 0     | 1          |
| Doxa FC            | Chipre    | 2014-2015   | 22       | 0     |            |
| ACD Lara           | Venezuela | 2015-2016   | 34       | 0     | 1          |
| FC Vizela          | Portugal  | 2016        | 16       | 1     |            |
| Merelinense        | Portugal  | 2017 - 2018 | 19       | 1     |            |
| GD Gafanha         | Portugal  | 2018 - 2019 | 13       |       |            |
| Sertanense FC      | Portugal  | 2019        | 11       | 0     |            |
| ACD Lara           | Venezuela | 2019 - 2020 | 12       | 0     |            |
| Aragua FC          | Venezuela | 2020        | 8        | 0     |            |
| ACD Lara           | Venezuela | 2021        | 15       | 0     |            |
| Aragua FC          | Venezuela | 2022        | 25       | 1     | 1          |
| Arboris Belli 1979 | Italia    | 2024-2025   | ?        | ?     | ?          |